# Bugatti La Voiture Noire
Pour les articles homonymes, voir Bugatti (homonymie), Voiture et Noire.
La Bugatti La Voiture Noire est une hypercar de luxe du constructeur automobile français Bugatti. Présentée au salon international de l'automobile de Genève 2019 ce modèle unique est basé sur la Chiron, qui rend hommage à la Bugatti Type 57 SC Atlantic produite à quatre exemplaires dont une, la 57 Atlantic noire, véhicule personnel de Jean Bugatti, a disparu entre Molsheim et Bordeaux et n'a jamais été retrouvée.
Automobile parmi les plus chères et rapides du monde, son prix est de 13,2 millions d’euros hors taxes,.

## Historique
La Voiture Noire est conçue par le designer de Bugatti Étienne Salomé. Elle est inspirée de la Bugatti Type SC57 Atlantic, et basée sur la Chiron produite depuis 2016. Sa version finale est présentée par le moyen d'un communiqué de presse le 3 juin 2021, soit plus de deux ans après sa première mondiale. le prix de cette voiture est de 15,9 millions d'euros.

## Caractéristiques
La carrosserie fastback néo-rétro-futuriste en fibre de carbone brillante, est entièrement réalisée à la main, à l'usine Bugatti de Molsheim en Alsace. L'arête dorsale en aluminium du toit surbaissé, jusqu'à la célèbre calandre en fer à cheval rappelle celles des Bugatti Aérolithe et Bugatti Type SC57 Atlantic des années 1930.
Elle est motorisée par un moteur 16-cylindres en W quadri-turbo de 8 litres, pour 1 500 ch, également monté dans les Chiron et Divo, permettant une vitesse maximale théorique de plus de 400 km/h, une accélération de 0 à 100 km/h en 2,4 s, et 0 à 200 km/h en 6,1 s.

## Galerie

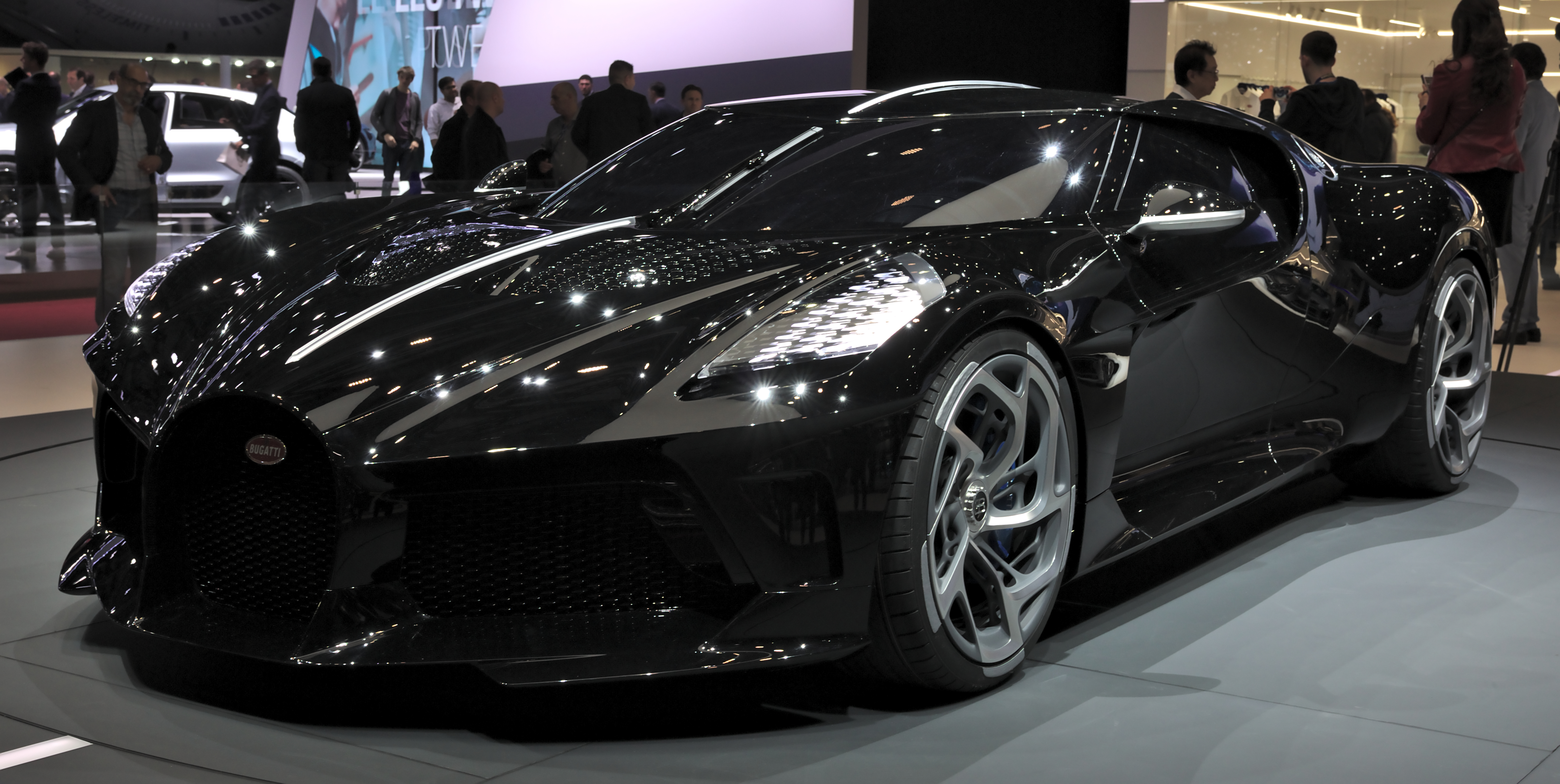
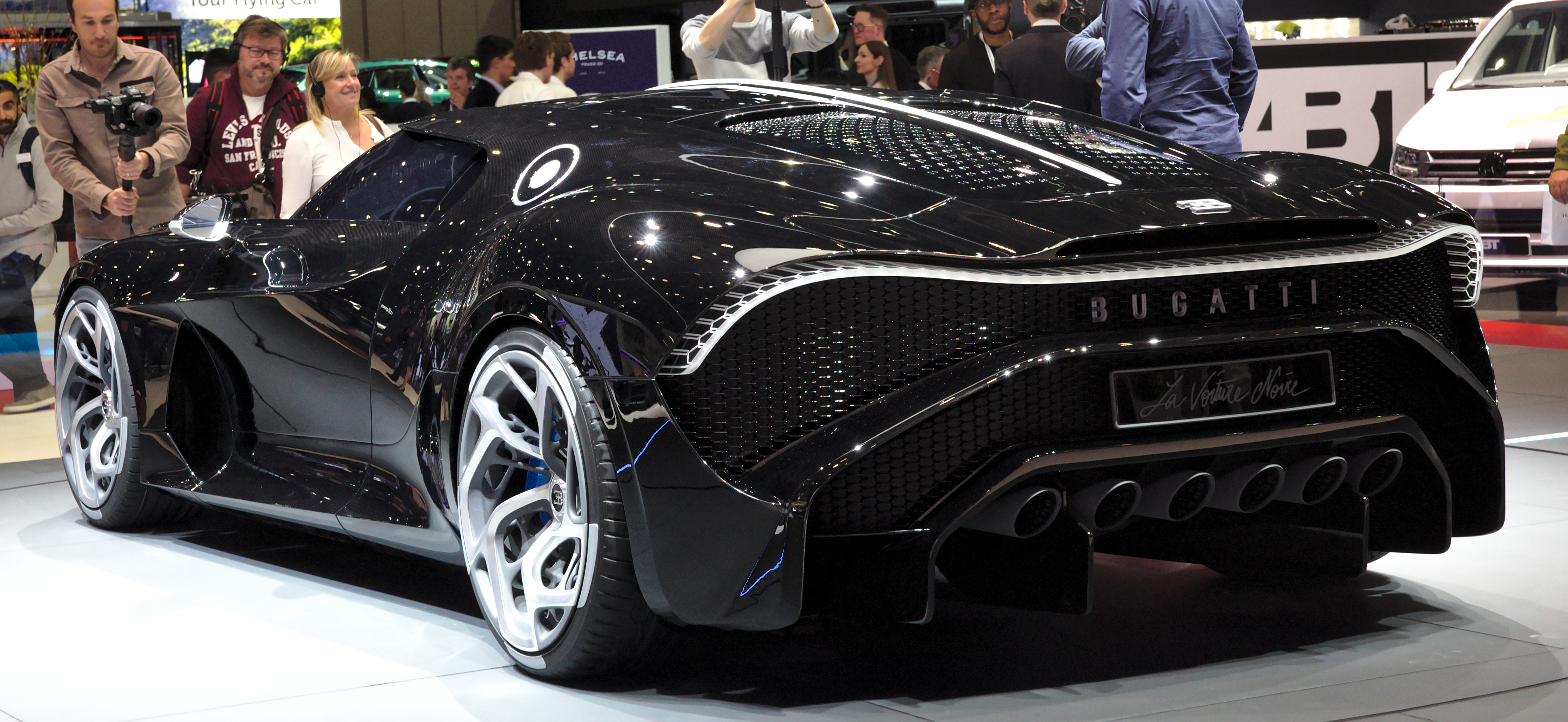
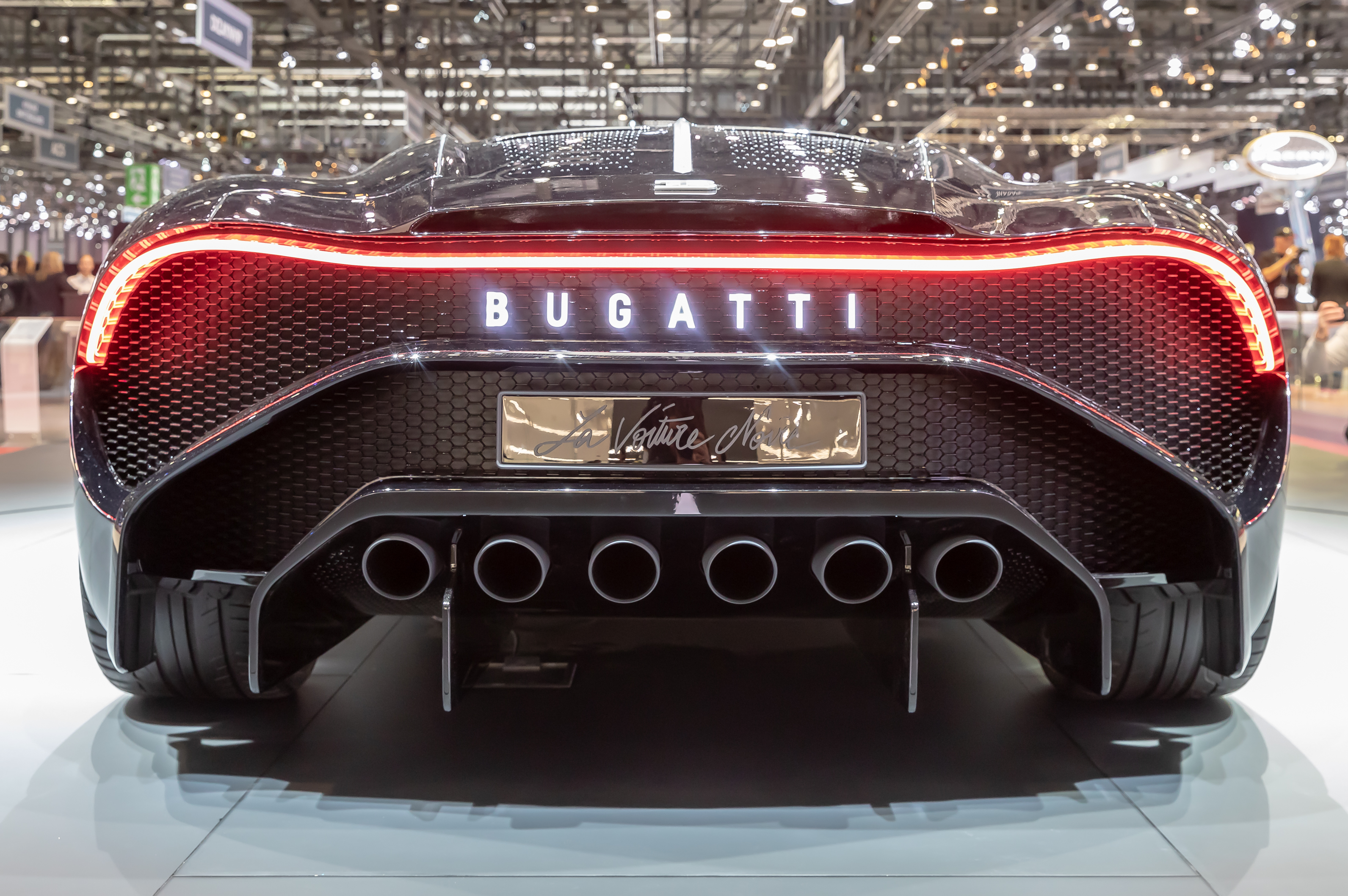